# Berthe Girardet
Berthe Girardet  (Marsella, el 8 de abril de 1861- Neuilly-sur-Seine, 6 de diciembre de 1948) fue una escultora francesa.

## Trayectoria

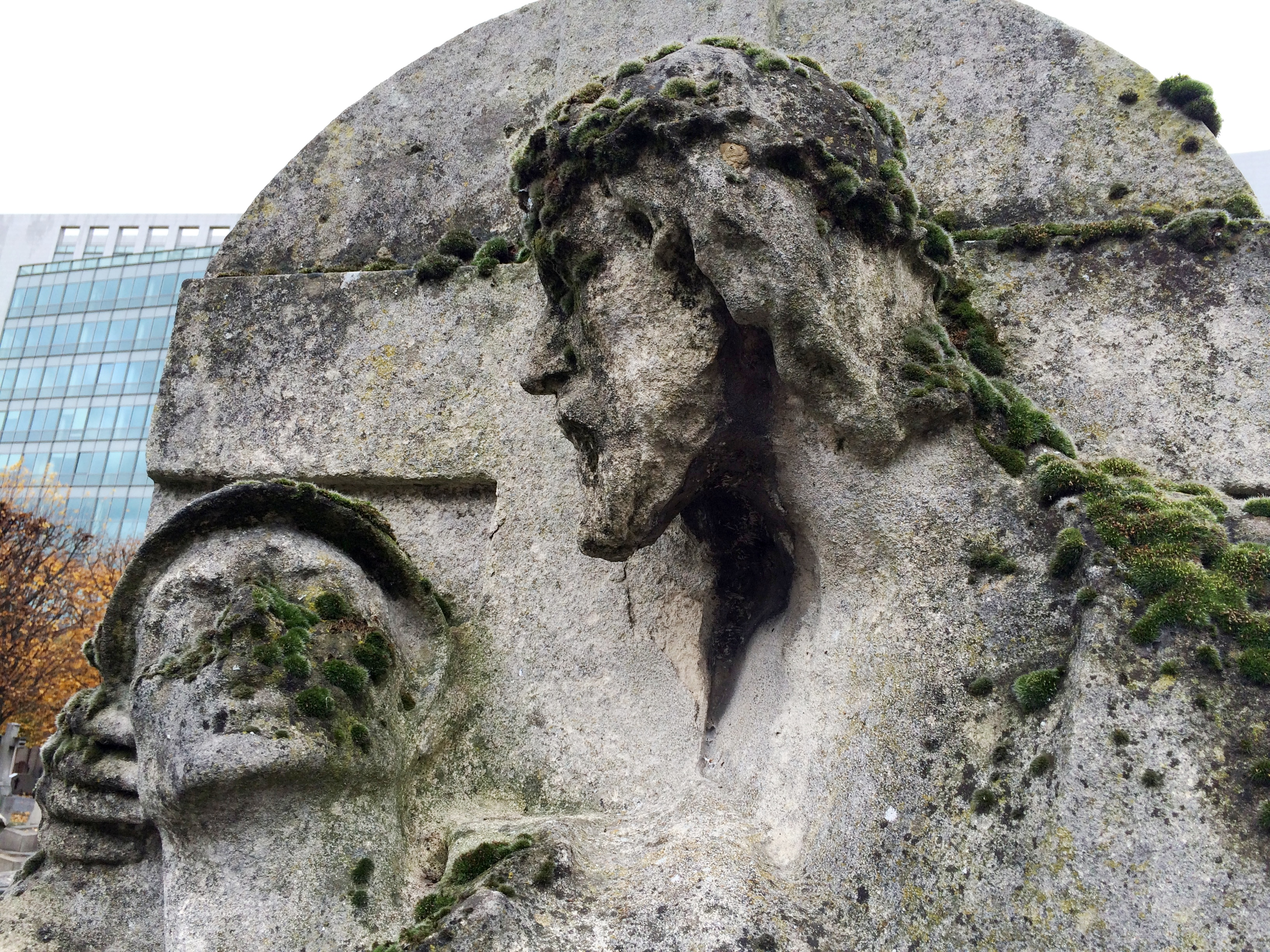
Detalle de la tumba de Berthe Girardet

Hija de Hélène Rogers, perteneciente a una familia de comerciantes estadounidenses de Nápoles y de Charles Gustave Imer, un rico comerciante de origen suizo afincado en Marsella, se formó en el taller de Émile Aldebert. Firmó como Berthe Imer hasta su matrimonio en 1893 con el pintor y grabador Paul-Armand Girardet, descendiente de una familia de artistas suizos, los Girardet, originarios de la ciudad de Le Locle.  
Especializada en retratos, bustos y esculturas de grupo de medio cuerpo, tras perder a uno de sus hijos en la I Guerra Mundial, gran parte de su producción se orienta a la conmemoración de las víctimas del conflicto y los motivos religiosos.
Expuso con regularidad en el Salon des Artistes Français hasta 1944, donde recibió una mención de honor a principios de siglo, y fue reconocida con una medalla de oro en la Exposición Universal de 1900, celebrada en París. Perteneció a la Société des Artistes Français y a la Unión de Mujeres Pintoras y Escultoras. Está enterrada en el cementerio nuevo de Neuilly-sur-Seine (Hauts-de-Seine) y una calle de Marsella, su ciudad natal, lleva su nombre. 

## Obras
- Retrato de Paul Girardet, Musée de Neuchâtel
- El pescador de Tréport
- El torero
- Niños enfermos[3]
- Busto de una joven
- Una anciana, Museo de Bellas Artes de Asturias.[4]
- Amor maternal, Museo Nacional de Bellas Artes de Chile.[5]
- Monumento en recuerdo de la colaboración entre la Cruz Roja Americana y la Cruz Roja Francesa en Chaulnes (Somme).
- Danos hoy nuestro pan de cada día, Detroit Institute of Arts.[6]
- Parte de la estatuaria del Osario de Douaumont.[7]
- La serenidad, bajorrelieve situado en el allée Ray-Grassi de Marseille.
- Comulgante, 1904, terracota, Musée Petiet, Limoux.[8]
- Jardín de infancia, 1908, modelo en escayola, Petit Palais, Paris.

## Galería

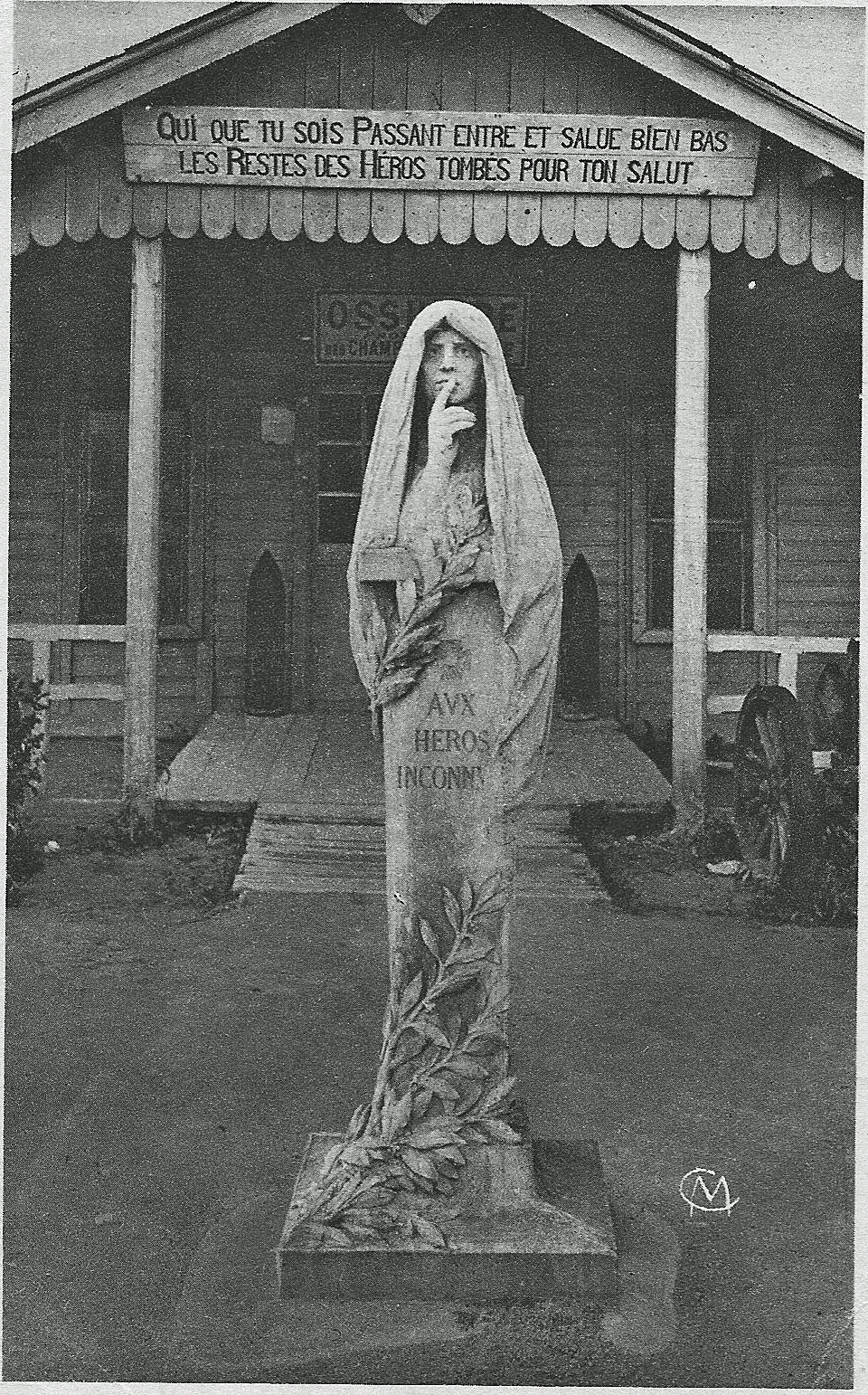
La Renuncia, estatua frente al Osario de Douaumont(Hacía 1920).
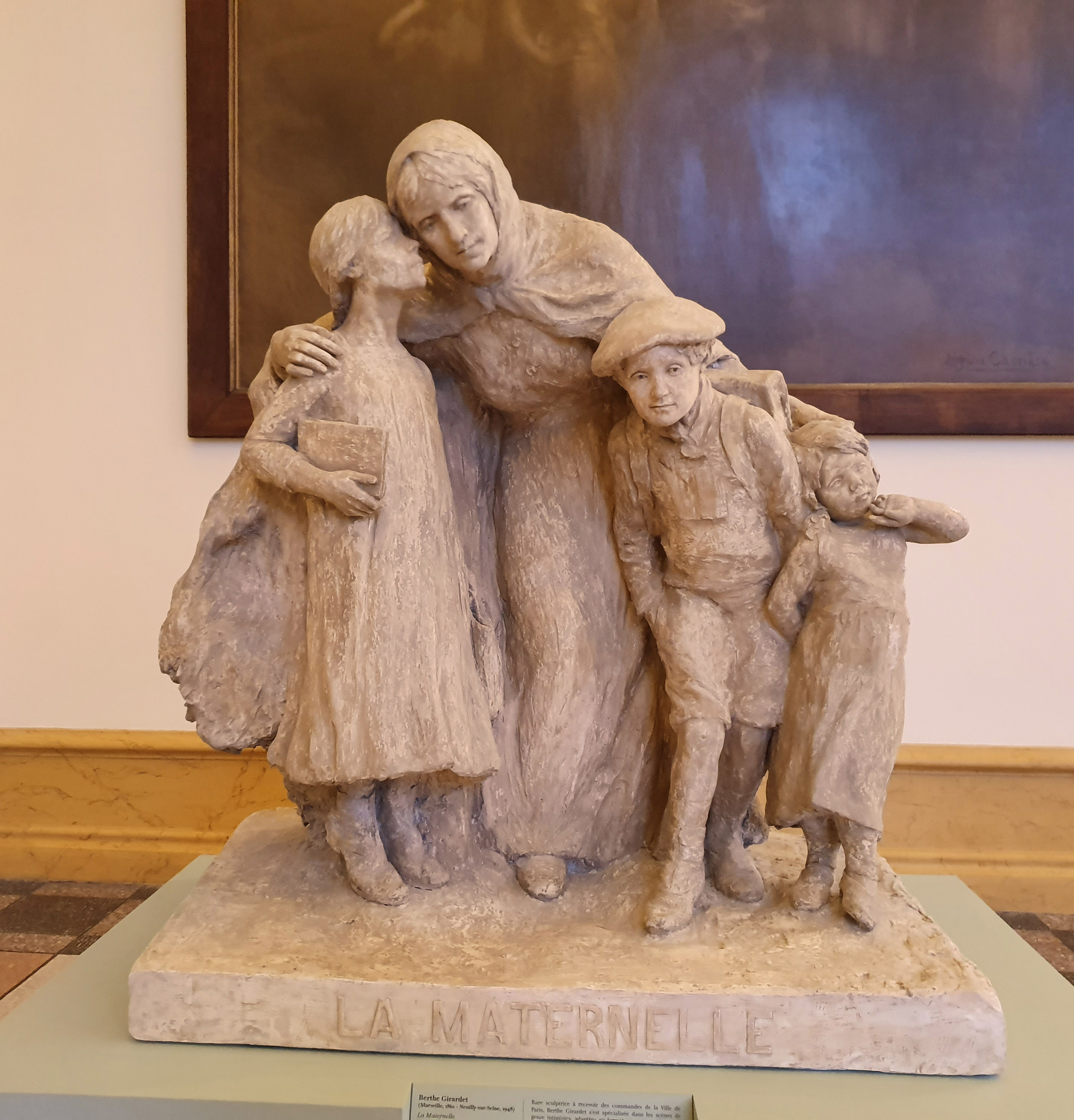
Jardín de Infancia, 1908, Maqueta de yeso,Petit Palais, París.
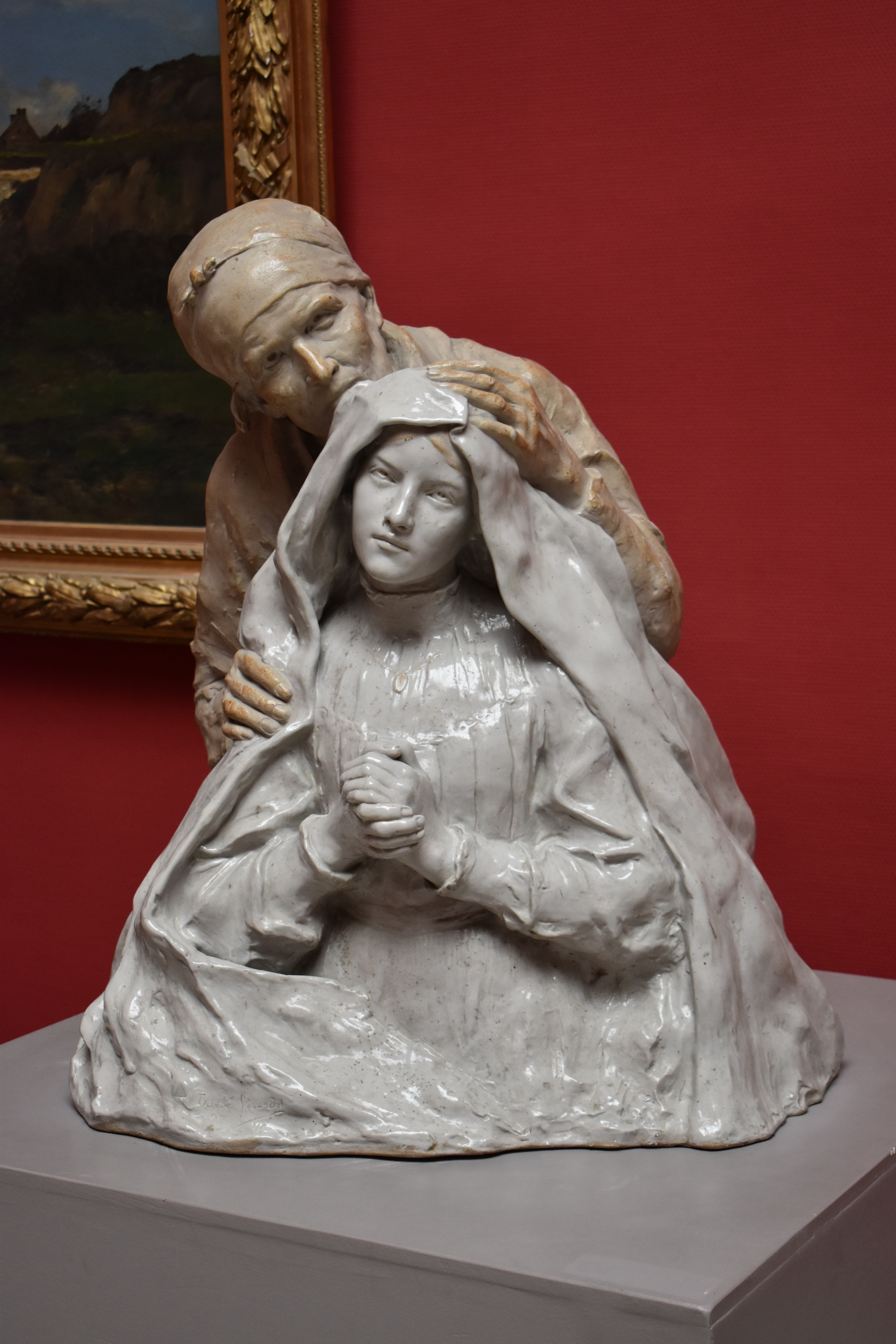
Comulgante, terracota de 1904, fábrica de Sèvres, en el Musèe Petiet.